# Каролос Папуліас
Каролос Папуліас, також Папуляс (грец. Κάρολος Παπούλιας, [ˈkarolos paˈpuʎas]; 4 червня 1929, Яніна, Епір — 26 грудня 2021) — грецький політик, президент Греції з березня 2005 та переобраний на другий термін 3 лютого 2010 року.

## Біографія
Народився в Яніні в родині військового, генерала-майора грецької армії. Здобув вищу освіту на юридичному факультеті Афінського університету, також навчався у Мілані та Кельні. Побіжно розмовляє німецькою. Захистив дисертацію з міжнародного права. Був науковим співробітником Інституту Південно-Східної Європи у Мюнхені.
Каролос Папуліас був активним учасником боротьби проти диктаторського режиму «чорних полковників» 1967–1974, близький соратник Андреаса Папандреу. Був членом Координаційної ради, членом Виконавчого кабінету і членом Політичного секретаріату, секретарем Комітету ПАСОК з міжнародних зв'язків у період з 1975 по 1985 рр. У 1977 році вперше був обраний депутатом парламенту від м. Яніна.
В 1985–1989 та 1993–1996 займав посаду міністра закордонних справ Греції. Особливе значення Папуліас приділяв створенню міцних зв'язків з арабським світом, а в 1993–1996 роках розпочав переговорний процес про вступ Кіпру до ЄС. Саме за ініціативою Папуліаса 1988 розпочались переговори з керівництвом Болгарії та тодішнього СРСР про будівництво нафтопроводу «Бургас — Александруполіс». У 2005 році Каролос Папуліас змінив Константіноса Стефанопулоса на посаді президента країни.
16 квітня 2008 року у Маріуполь як центр еллінізму в Україні із дводенним візитом прибув Каролос Папуліас. Під час свого візиту він взяв участь в урочистому відкритті культурно-просвітницького центру «Меотида», а також Інституту українсько-грецької дружби на базі Маріупольського гуманітарного університету. Це єдиний в Європі, крім Греції та Кіпру, інститут, де грецьку мову, культуру й історію Греції і греків України вивчають як першу дисципліну.

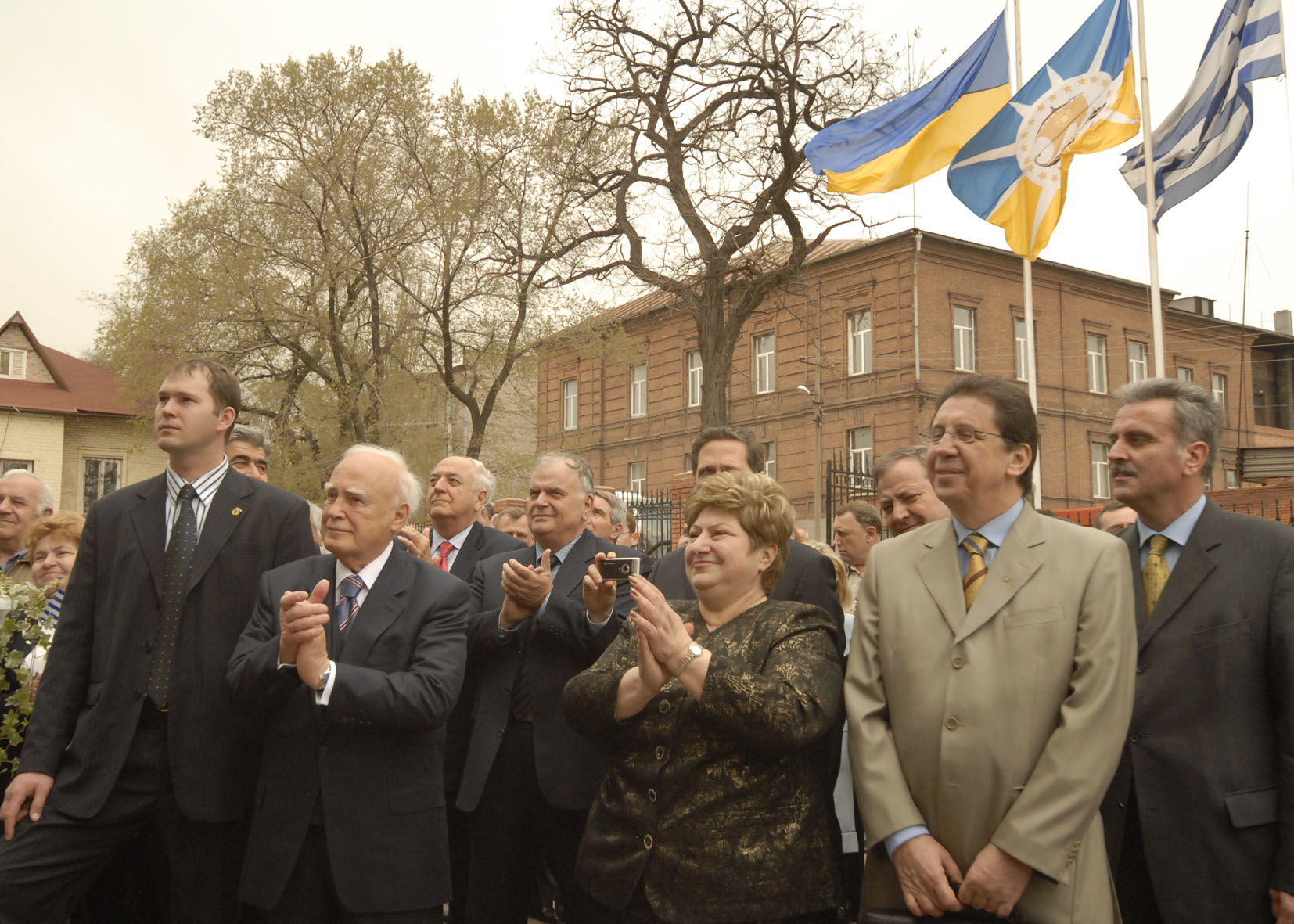
Візит Президента Греції Папуліаса до Маріуполя, 2008 (на фото також О. Проценко-Пічаджі — голова ФГТУ, посол Греції в Україні Харіс Дімітріу, консул Греції в Маріуполі Франгіскос Костелленос)

27 січня 2010 року прем'єр-міністр Греції Йоргос Папандреу запропонував переобрати Каролоса Папуліаса на другий президентський термін.. На спеціальному засіданні грецького парламенту 3 лютого 2010 року Каролоса Папуліаса переобрали президентом країни на другий п'ятирічний термін. «За» проголосували 266 депутатів від правлячої партії «Всегрецький соціалістичний рух», головної опозиційної партії «Нова демократія» і правої націоналістичної партії ЛАОС. 32 парламентарії від Компартії і Коаліції радикальних лівих сил Греції утрималися. Папуліас був єдиним кандидатом на посаду президента.
Помер 26 грудня 2021 року на 93-му році життя.